# Warrenpoint Town F.C.
Warrenpoint Town F.C. – północnoirlandzki klub piłkarski, mający siedzibę w mieście Warrenpoint na południu kraju.

## Historia
Chronologia nazw:
- 1988–...: Warrenpoint Town F.C.

Klub został założony w 1988 roku jako Warrenpoint Town F.C.. Przez pierwsze 22 lat swojego istnienia grał na poziomie regionalnym. Po zdobyciu mistrzostwa Mid-Ulster Football League w sezonie 2009/10, klub po raz pierwszy awansował do Championship 2. W rozgrywkach Pucharu Irlandii Północnej dotarł do rundy szóstej, dotychczasowy największy wynik w historii klubu. To był bardzo udany sezon dla klubu, bo udało się również zdobyć mistrzostwo Championship 2, co zapewniło drugi z rzędu awans, podnosząc się do Championship 1.
W swoim pierwszym sezonie w Championship 1 zespół zakończył na 12. miejscu - dziewięć punktów przewagi nad strefą spadkową. Na początku sezonu 2012/13 po spadku Newry City F.C. zespół wzmocnił się za rachunek niektórych zawodników spadkowicza. Drugi sezon zakończył na drugim miejscu i zakwalifikował się do barażów play-off przeciwko Donegal Celtic F.C. Po końcowym wyniku 2:2 w dwumeczu Warrenpoint zdobył promocję dzięki bramce zdobytej na wyjeździe i osiągnął historyczny awans do pierwszej ligi.

## Sukcesy

### Trofea międzynarodowe
Nie uczestniczył w rozgrywkach europejskich (stan na 31-05-2014).

### Trofea krajowe
| \| \| Zdobyte trofea w rozgrywkach Irlandii Północnej (stan na: 31-05-2014) \| |                                                                       |      |            |
| Rozgrywki                                                                      | Osiągnięcie                                                           | Razy | Sezon(y)   |
| Mistrzostwo                                                                    | I miejsce                                                             | 0    |            |
| Mistrzostwo                                                                    | II miejsce                                                            | 0    |            |
| Mistrzostwo                                                                    | III miejsce                                                           | 0    |            |
| Mistrzostwo                                                                    | 11 miejsce                                                            | 1    | 2014       |
| Puchar                                                                         | zdobywca                                                              | 0    |            |
| Puchar                                                                         | finalista                                                             | 0    |            |
| Puchar                                                                         | 1/8 finału                                                            | 1    | 2011       |
| Puchar Ligi                                                                    | zdobywca                                                              | 0    |            |
| Puchar Ligi                                                                    | finalista                                                             | 0    |            |
| Puchar Ligi                                                                    | 1/16 finału                                                           | 2    | 2011, 2012 |
| II liga                                                                        | I miejsce                                                             | 1    | 2013       |
| II liga                                                                        | II miejsce                                                            | 0    |            |
| II liga                                                                        | III miejsce                                                           | 0    |            |
| Irlandia Północna                                                              | Zdobyte trofea w rozgrywkach Irlandii Północnej (stan na: 31-05-2014) |      |            |

- Irish League Second Division (D3):
  - mistrz (1x): 2010/11
- Mid-Ulster Football League (D4):
  - mistrz (3x): 2000/01, 2007/08, 2009/10

## Stadion
Klub rozgrywa swoje mecze domowe na stadionie Milltown w Warrenpoint, który może pomieścić 2,000 widzów.